# Rikki Don't Lose That Number
«Rikki Don't Lose That Number» es una canción interpretada por la banda estadounidense de rock Steely Dan. Fue publicada como el sencillo principal y canción de apertura de su segundo álbum de estudio, Pretzel Logic (1974). Fue el sencillo más exitoso en toda la carrera de la banda, alcanzando el puesto #4 en el Billboard Hot 100 en el verano de 1974.
La canción presenta a Jim Gordon en la batería, al igual que la mayor parte del álbum Pretzel Logic. El solo de guitarra es interpretado por Jeff Baxter, quien pronto se uniría a The Doobie Brothers.
La introducción de flapamba de Victor Feldman está cortada de la versión original del sencillo de ABC Records. La reedición del sencillo de MCA (junto con «Pretzel Logic» como lado B) incluye la introducción de flapamba pero se desvanece justo antes del final real de la canción. El riff introductorio es una copia casi directa de la introducción del clásico de jazz de Horace Silver, «Song for My Father».

## Recepción de la crítica
Stephen Vincent O'Rourke dijo que la canción, “es quizás uno de los sencillos más perfectos de la década”. En AllMusic, Stewart Mason escribió: “No sorprende que «Rikki Don't Lose That Number» terminara convirtiéndose en el mayor éxito comercial de Steely Dan [...], ya que es una de las canciones más suaves y accesibles de la banda”.
«Rikki Don't Lose That Number» también ha sido nombrada una de las mejores canciones de Steely Dan en varias listas. Alexis Petridis de The Guardian la nombró la undécima mejor canción de la banda, escribiendo: “[la canción] roba un riff de Horace Silver y lo transforma en oro pop fabulosamente idiosincrásico: el ejemplo perfecto del enfoque deliberadamente conciso de Pretzel Logic”. Hank Shteamer la calificó como una de las “10 canciones esenciales” de la banda. Dan Weiss de Billboard la colocó en el puesto #2 de las 15 mejores canciones de Steely Dan.

## Créditos y personal
Créditos adaptados desde las notas de álbum.
Steely Dan
- Donald Fagen – voz principal y coros
- Walter Becker – bajo eléctrico, coros
- Jeff Baxter – guitarra eléctrica

Músicos adicionales
- Dean Parks – guitarra acústica
- Michael Omartian – piano
- Jim Gordon – batería
- Victor Feldman – percusión, flapamba
- Timothy B. Schmit – coros

Personal técnico
- Gary Katz – productor
- Roger Nichols – ingeniero de audio

## Posicionamiento

### Gráfica semanal
| Gráfica (1974)                                | Pico de posición |
| --------------------------------------------- | ---------------- |
| Australia (Kent Music Report)                 | 30               |
| Canadá (RPM Top Singles)                      | 3                |
| Estados Unidos (Billboard Hot 100)            | 4                |
| Estados Unidos (Billboard Adult Contemporary) | 15               |
| Estados Unidos (Cashbox Top 100)              | 3                |
| Países Bajos (Nederlandse Top 40)             | 19               |
| Países Bajos (Single Top 100)                 | 18               |

| Gráfica (1979)                 | Pico de posición |
| ------------------------------ | ---------------- |
| Reino Unido (UK Singles Chart) | 58               |

### Gráfica de fin de año
| Gráfica (1974)                     | Pico de posición |
| ---------------------------------- | ---------------- |
| Canadá (RPM Top Singles)           | 53               |
| Estados Unidos (Billboard Hot 100) | 51               |
| Estados Unidos (Cashbox Top 100)   | 46               |